# Flying (One Hour Space Rock)
Albums de UFO
UFO 1
(1970) Live
(1972)
Flying (One Hour Space Rock) (parfois appelé simplement UFO 2 où Flying) est le deuxième album du groupe de rock britannique, UFO. Il est sorti en octobre 1971 sur le label Beacon Records et a été produit par Guy Fletcher et Doug Flett.

## L'album
L'album a été enregistré à Londres aux studios Nova. Tous les titres ont été composés par les membres du groupe et sont une combinaison entre des titres courts et longs, voire très longs (Star Storm et Flying). Les titres les plus longs font la part belle aux passages instrumentaux. L'album a été réédité en CD en 1999 sur le label Repertoire Records.
Il s'agit du dernier album studio d'UFO avec le guitariste Mick Bolton, qui sera ensuite remplacé dans un premier temps par Bernie Marsden (futur guitariste de Whitesnake) puis définitivement par Michael Schenker.

## Les musiciens
- Phil Mogg: chant
- Mick Bolton: guitares
- Pete Way : basse
- Andy Parker: batterie, percussions

## Les titres
Face 1
1. Silver Bird - 6 min 53 s
2. Star Storm - 18 min 52 s
3. Prince Kajuku - 3 min 54 s

Face 2
1. The Coming of Prince Kajuku - 3 min 42 s
2. Flying - 26 min 30 s

Titre bonus de la réédition de l'album en 2008.
1. Galactic Love  (A-side single) -  2 min 57 s

## Informations sur le contenu de l'album
- Prince Kajuku / The Coming of Prince Kajuku est également sorti en single.

| Chart          | Durée du classement | Position | Date           |
| -------------- | ------------------- | -------- | -------------- |
| Single Top 100 | 10 semaines         | 26e      | 4 octobre 1971 |